# Semporna
Semporna is een stad en gemeente (majlis daerah; district council) op Borneo, in de deelstaat Sabah van Maleisië. De gemeente telt 133.000 inwoners.
Dichtbij liggen de eilanden van Semporna zoals Pulau Mabul, Pulau Kapalai en Pulau Sipadan, bekende eilanden om te snorkelen en te duiken.